# François Bohier
François Bohier (né vers 1500 à Tours - mort à Paris 29 août 1569) est un prélat français, évêque de Saint-Malo.

## Biographie
Il est le fils de Thomas Bohier, baron de Saint-Cirgues en Auvergne et seigneur de Chenonceau, et de Katherine Briçonnet, sœur du précédent évêque Denis Briçonnet. Il est également le frère d'Antoine II Bohier, bailli de Cotentin, maire de Tours et brièvement gouverneur de Touraine. 
Doyen de la cathédrale de Tours, prévôt de Normandie, 1er abbé commendataire de l'Abbaye Notre-Dame de Bernay il est d'abord aumônier de François Ier avant de devenir le coadjuteur de son oncle le 31 décembre 1534 et de lui succéder comme  évêque de Saint-Malo le 5 janvier 1535. Il assiste au Colloque de Poissy en 1561 mais, François Bohier est aussi connu pour avoir traduit en français en 1562 l'ouvrage de Nicolas de Cues dit le « Cardinal de Cusa »: « Des conjectures sur le jugement universel ». Il meurt à Paris le 29 aout 1569.

## Sources
- Le pontifical de François Bohier, évêque de Saint-Malo, 1879
- (en) Catholic Hierarchy.org Bishop François Bohier
- François Tuloup Saint-Malo. Histoire Religieuse Éditions Klincksieck Paris 1975.